# ヘレン・オイェイェミ
ヘレン・オイェイェミ （1984年12月10日 - ）はイギリスの作家。 

## 私生活と学歴
オイェイェミはナイジェリアで生まれ、4才の時より南ロンドンのルイシャムで育つ。 最初の著作『イカルス・ガール』
を高校（ヴォーン枢機卿記念学校）でAレベルの勉強をしているあいだに書いた。 その後、ケンブリッジ大学コーパス・クリスティ・カレッジに入学。 2014年以来、プラハに在住。

## 作家としての経歴
大学在学中、戯曲『Juniper's Whitening』と『Victimese』が学生たちによって上演され、そののち2014年、メシュエンパブリシングより出版される。 2007年、第2作『The Opposite House』出版。これはキューバの神話が元になった話である。 2009年5月、第3作『White Is for Witching』出版。2009年のシャーリイ・ジャクスン賞 最終候補 となり、2010年サマセット・モーム賞を受賞。 2009年雑誌Venus_Zine の「25才以下の25人」のリストに選出される。
2011年に第4作『Mr.Fox』を出版。 2013年には「Granta Best of Young British Novelists」 に選出される 2014年、第5作『 Boy, Snow, Bird 』を出版。 同年の「Los Angeles Times Book Prize」の最終候補になる。
2015年、ブックトラストが行う「Independent Foreign Fiction Prize」の審査員に 、同年「Scotiabank Giller Prizeの審査員もつとめる。
2016年短編小説集『あなたのものじゃないものは、あなたのものじゃない』（What Is Not Yours Is Not Yours）出版。. 同作は2017年の「 PEN Open Book Award」に選ばれる。 2018年「 International Booker Prize」の審査員を務める。
2019年3月『 Gingerbread』を出版。2021年4月『 Peaces』を出版。

## 著作

### 長編小説
- The Icarus Gir（英語版） (2005年)[25]『イカルス・ガール』金原瑞人、ふなとよし子訳、産業編集センター、2006年。
- The Opposite House（英語版）(2007年)[26]
- White Is for Witching（英語版） (2009年)[27]
- Mr.Fox（英語版）(2011年)[28]
- Boy, Snow, Bird（英語版） (2014年)[29]
- Gingerbread（英語版）(2019年)[30]
- Peaces（英語版）(2021年)[31]

### 戯曲
- Juniper's Whitening (2004年)
- Victimese (2005年)[32]

### 短編小説集
- What Is Not Yours Is Not Yours (2016年)[33]『あなたのものじゃないものは、あなたのものじゃない』上田麻由子訳、河出書房新社、2023年。